# La Landec
La Landec (tiếng Breton: Lannandeg, Gallo: Lalandéc) là một xã của tỉnh Côtes-d’Armor, thuộc vùng Bretagne, tây bắc Pháp.

## Dân số
Người dân ở La Landec được gọi là Landécois.